# Aegus monodentatus
Aegus monodentatus es una especie de coleóptero de la familia Lucanidae.

## Distribución geográfica
Habita en Célebes (Indonesia).